# Primera División (1964/1965)
Primera División 1964/1965 – 34. sezon rozgrywek najwyższej klasy rozgrywkowej w Hiszpanii. W sezonie występowało 16 drużyn. Tytułu mistrza bronił Real Madryt. Rozegrano 30 kolejek spotkań.

## Drużyny występujące w sezonie 1964/1965
- Athletic Bilbao
- Atlético Madryt
- Real Betis
- Córdoba CF
- Deportivo La Coruña (beniaminek)
- Elche CF
- RCD Espanyol
- FC Barcelona
- Levante UD
- Real Madryt
- Real Murcia
- Real Oviedo
- Real Saragossa
- Sevilla FC
- UD Las Palmas (beniaminek)
- Valencia CF

## Tabela po zakończeniu sezonu
| Miejsce | Drużyna             | Mecze | Punkty | Zwycięstwa | Remisy | Porażki | Bramki strzelone | Bramki Stracone |  |
| ------- | ------------------- | ----- | ------ | ---------- | ------ | ------- | ---------------- | --------------- |  |
| 1       | Real Madryt         | 30    | 47     | 21         | 5      | 4       | 64               | 18              |  |
| 2       | Atlético Madryt     | 30    | 43     | 20         | 3      | 7       | 58               | 27              |  |
| 3       | Real Saragossa      | 30    | 40     | 19         | 2      | 9       | 60               | 37              |  |
| 4       | Valencia CF         | 30    | 38     | 17         | 4      | 9       | 59               | 37              |  |
| 5       | Córdoba CF          | 30    | 35     | 16         | 3      | 11      | 36               | 34              |  |
| 6       | FC Barcelona        | 30    | 32     | 14         | 4      | 12      | 59               | 41              |  |
| 7       | Athletic Bilbao     | 30    | 32     | 13         | 6      | 11      | 36               | 41              |  |
| 8       | Elche CF            | 30    | 31     | 14         | 3      | 13      | 38               | 43              |  |
| 9       | UD Las Palmas       | 30    | 29     | 11         | 7      | 12      | 36               | 43              |  |
| 10      | Sevilla FC          | 30    | 26     | 11         | 4      | 15      | 38               | 50              |  |
| 11      | RCD Espanyol        | 30    | 25     | 12         | 1      | 17      | 37               | 39              |  |
| 12      | Real Betis          | 30    | 23     | 8          | 7      | 15      | 33               | 45              |  |
| 13      | Real Murcia         | 30    | 23     | 5          | 13     | 12      | 28               | 49              |  |
| 14      | Levante UD          | 30    | 21     | 8          | 5      | 17      | 37               | 51              |  |
| 15      | Real Oviedo         | 30    | 20     | 7          | 6      | 17      | 22               | 54              |  |
| 16      | Deportivo La Coruña | 30    | 15     | 6          | 3      | 21      | 18               | 50              |  |

## Król Strzelców
- Cayetano Re (FC Barcelona) - 25 goli